# Don Butterfield
Don Butterfield (1. dubna 1923 – 27. listopadu 2006) byl americký jazzový hráč na tubu. Na tubu začal hrát na střední škole a to částečně proti své vůli: sám chtěl hrát na trubku, avšak vedoucí kapely mu přiřadil tubu. V letech 1942 až 1946 působil v armádě a následně šel studovat hru na tubu na Juilliard School. Zpočátku hrál v různých klasických orchestrech, později hrál také jazz. V roce 2005 prodělal mrtvici, kvůli níž již nebyl schopný hrát, a zemřel následujícího roku ve věku 83 let. Během své kariéry spolupracoval s mnoha hudebníky, mezi něž patří například Kenny Burrell, Cannonball Adderley, Jimmy Heath, Sonny Rollins a Dizzy Gillespie.